# Ronnie Adolfsson
Åke Ronnie Adolfsson (ur. 25 marca 1956 w Höljes) – szwedzki biathlonista. W Pucharze Świata zadebiutował 28 stycznia 1979 roku w Ruhpolding, gdzie zajął 51. miejsce w biegu indywidualnym. Pierwsze punkty wywalczył 16 lutego 1980 roku w Lake Placid, zajmując jedenaste miejsce w tej samej konkurencji. Nigdy nie stanął na podium indywidualnych zawodów PŚ. Najlepsze wyniki osiągnął w sezonie 1982/1983, kiedy zajął 24. miejsce w klasyfikacji generalnej. W 1978 roku wystąpił na mistrzostwach świata w Hochfilzen, gdzie zajął dziewiąte miejsce w sztafecie. Był też między innymi piąty w sztafecie i dziesiąty w biegu indywidualnym podczas mistrzostw świata w Lahti w 1981 roku. W 1980 roku wystartował na igrzyskach olimpijskich w Lake Placid, gdzie zajął jedenaste miejsce w biegu indywidualnym, piętnaste w sprincie i dziesiąte w sztafecie. Brał też udział w igrzyskach w Sarajewie w 1984 roku, plasując się na 20. pozycji w biegu indywidualnym, 25. pozycji w sprincie i 10. w sztafecie.
Jego brat, Sune Adolfsson, także był biathlonistą.

## Osiągnięcia

### Igrzyska olimpijskie
| Rok  | Miejscowość | Konkurencje | Konkurencje | Konkurencje | Konkurencje | Konkurencje | Konkurencje | Konkurencje |
| Rok  | Miejscowość | IN          | SP          | PU          | MS          | RL          | MR          | SR          |
| ---- | ----------- | ----------- | ----------- | ----------- | ----------- | ----------- | ----------- | ----------- |
| 1980 | Lake Placid | 11.         | 15.         | nd.         | nd.         | 10.         | nd.         | –           |
| 1984 | Sarajewo    | 20.         | 25.         | nd.         | nd.         | 10.         | nd.         | –           |

### Mistrzostwa świata
| Rok  | Miejscowość | Konkurencje | Konkurencje | Konkurencje | Konkurencje | Konkurencje | Konkurencje | Konkurencje |
| Rok  | Miejscowość | IN          | SP          | PU          | MS          | RL          | MR          | SR          |
| ---- | ----------- | ----------- | ----------- | ----------- | ----------- | ----------- | ----------- | ----------- |
| 1978 | Hochfilzen  | –           | –           | nd.         | nd.         | 9.          | nd.         | –           |
| 1979 | Ruhpolding  | 51.         | 30.         | nd.         | nd.         | 10.         | nd.         | –           |
| 1981 | Lahti       | 10.         | 23.         | nd.         | nd.         | 5.          | nd.         | –           |
| 1982 | Mińsk       | 46.         | –           | nd.         | nd.         | 7.          | nd.         | –           |
| 1983 | Anterselva  | 19.         | 30.         | nd.         | nd.         | 14.         | nd.         | –           |
| 1985 | Ruhpolding  | 48.         | 11.         | nd.         | nd.         | 5.          | nd.         | –           |

### Puchar Świata

#### Miejsca w klasyfikacji generalnej
| Sezon     | Miejsce |
| --------- | ------- |
| 1978/1979 | -       |
| 1979/1980 | ?       |
| 1980/1981 | ?       |
| 1981/1982 | -       |
| 1982/1983 | 24.     |
| 1983/1984 | ?       |
| 1984/1985 | 40.     |

#### Miejsca na podium chronologicznie
Adolfsson nigdy nie stanął na podium indywidualnych zawodów PŚ.